# ISO 3166-2:MW

Administrativní členění státu Malawi. Severní region MW-N cihlová barva. Centrální region MW-C žlutá barva. Jižní region MW-S zelená barva.

Kódy ISO 3166-2 pro Malawi identifikují 3 regiony a 28 distriktů (stav v roce 2015). První část (MW) je mezinárodní kód pro Malawi, druhá část sestává z jednoho písmene identifikujících region, nebo dvou písmen identifikujících distrikt.

## Seznam kódů

### Regiony
```
MW-C  Centrální
MW-N  Severní
MW-S  Jižní 
```

### Distrikty
```
Kód
   
Distrikt
      
Region

MW-BA Balaka         S
MW-BL Blantyre       S
MW-CK Chikwawa       S
MW-CR Chiradzulu     S
MW-CT Chitipa        N
MW-DE Dedza          C
MW-DO Dowa           C
MW-KR Karonga        N
MW-KS Kasungu        C
MW-LI Lilongwe       C
MW-LK Likoma Island  N
MW-MC Mchinji        C
MW-MG Mangochi       S
MW-MH Machinga       S
MW-MU Mulanje        S
MW-MW Mwanza         S
MW-MZ Mzimba         N
MW-NE Neno           S
MW-NB Nkhata         N
MW-NI Ntchisi        C
MW-NK Nkhotakota     C
MW-NS Nsanje         S
MW-NU Ntcheu         C
MW-PH Phalombe       S
MW-RU Rumphi         N
MW-SA Salima         C
MW-TH Thyolo         S
MW-ZO Zomba          S
```